# Juan de Hinestrosa
Juan de Hinestrosa fue un escultor español del siglo XVIII. Se sabe que alrededor del año 1730 residía en la ciudad de Sevilla, donde había sido discípulo del pintor Lucas Valdés. Estaba especializado en realizar figuras de animales en madera, barro o pasta, que posteriormente coloreaba con la técnica del temple. Se sabe que criaba en su domicilio diferentes tipos de animales, entre ellos conejos, perdices, palomas y corderos, para que le sirvieran de modelo en sus representaciones. Murió en Sevilla en el año 1765, sus tres hijas continuaron con la actividad artística del padre, si bien no alcanzaron su grado de perfección en las representaciones. Algunas de sus obras fueron destinadas a la Iglesia de San Luis de los Franceses (Sevilla).